# Воскрешая мертвецов
«Воскрешая мертвецов» (англ. Bringing Out the Dead) — кинофильм режиссёра Мартина Скорсезе с Николасом Кейджем и Патрисией Аркетт в главных ролях, снятый по мотивам одноимённого романа Джо Коннели. Премьера в США прошла 22 октября 1999 года. Фильм получил в основном положительные отзывы.

## Сюжет
В центре сюжета — 48 часов из жизни нью-йоркского парамедика (сотрудника выездной бригады в американской модели скорой медицинской помощи) Фрэнка Пирса. Прозванный Отцом Фрэнком за своё желание спасать жизни, сейчас он на грани нервного срыва. Его преследуют призраки людей, которых он не смог спасти. Фрэнк готов на всё, чтобы покончить с этим: старается, чтобы его уволили, прикидывается больным, пытается задержать выезды к пострадавшим, которым, как ему кажется, он не сможет помочь. Единственная надежда на искупление — Мэри (Аркетт), дочь человека, умирающего от инфаркта. Мэри раньше конфликтовала с отцом, однако теперь она готова на всё, чтобы он выжил, и сама нуждается в искуплении.

## В ролях
- Николас Кейдж — Фрэнк Пирс
- Патрисия Аркетт — Мэри Бёрк
- Джон Гудмен — Лэрри
- Винг Рэймс — Маркус
- Том Сайзмор — Том Уоллс
- Марк Энтони — Ноэль
- Мэри Бет Херт — сестра Констанс
- Клифф Кёртис — Си Коутс
- Нестор Серрано — доктор Хэзмет
- Аида Туртурро — сестра Крапп
- Соня Сон — Канита
- Синтия Роман — Роуз
- Афемо Омилами — Грисс
- Каллен О. Джонсон — мистер Бёрк
- Артур Дж. Наскарелла — капитан Бэрни
- Мартин Скорсезе — голос диспетчера
- Джулиана Соелистио — сестра Фетус
- Мэрилуиз Бёрк — соседка
- Филлис Соммервиль — миссис Бёрк
- Джуди Рейес — медсестра интенсивной терапии

## Саундтрек
| Композиция                                      | Автор                                                   | Исполнитель                         |
| ----------------------------------------------- | ------------------------------------------------------- | ----------------------------------- |
| «T.B. Sheets»                                   | Ван Моррисон                                            | Ван Моррисон                        |
| «Janie Jones»                                   | Джо Страммер и Мик Джонс                                | The Clash                           |
| «You Can’t Put Your Arms Around a Memory»       | Джонни Сандерс                                          | Джонни Сандерс                      |
| «What’s the Frequency Kenneth?»                 | Билл Берри, Питер Бак, Майк Миллз и Майкл Стайп         | R.E.M.                              |
| «I’m So Bored with the USA»                     | Джо Страммер и Мик Джонс                                | The Clash                           |
| «Red Red Wine»                                  | Нил Даймонд                                             | UB40                                |
| «Nowhere to Run»                                | Брайан Холланд, Ламон Дозье и Эдди Холланд              | Martha and the Vandellas            |
| «Too Many Fish in the Sea»                      | Норман Уитфилд и Эдди Холланд                           | The Marvelettes                     |
| «Rang Tang Ding Dong (I Am a Japanese Sandman)» | Элвин Уильямс                                           | The Cellos                          |
| «Rivers of Babylon»                             | Фрэнк Фариан, Джордж Рейам, Брент Доу и Тревор Макнотон | The Melodians                       |
| «Combination of the Two»                        | Сэм Эндрю                                               | Big Brother and the Holding Company |
| «Bell Boy»                                      | Пит Таунсенд                                            | The Who                             |
| «These Are Days»                                |                                                         | 10,000 Maniacs                      |

## Прокат
Картина провалилась в прокате, собрав 16 797 191 $ при бюджете в 55 млн $. Но кинокритикам фильм понравился. На сайте Rotten Tomatoes фильм имеет рейтинг 71 %, на основании 105 рецензий критиков, со средней оценкой 6,7 из 10. На сайте Metacritic фильм получил 70 баллов из 100 на основе 34 обзоров.